# Minas (departement van Neuquén)
Minas (Neuquén) is een departement in de Argentijnse provincie Neuquén. Het departement (Spaans:  departamento) heeft een oppervlakte van 6.225 km² en telt 7.072 inwoners.

## Plaatsen in departement Minas
- Aguas Calientes
- Andacollo
- Bella Vista
- Chorriaca
- Guañacos
- Huinganco
- Las Lagunas
- Las Ovejas
- Los Carrizos
- Los Miches
- Manzano Amargo
- Pichi Neuquen
- Varvarco/Invernada Vieja
- Villa del Nahueve